# Abraham Vater
Abraham Vater   (Wittenberg, 9 de desembre de 1684 - Wittenberg, 18 de novembre de 1751) va ser un metge alemany especialista en anatomia. Va esdevenir cèlebre per la seva descripció de la papil·la duodenal que va ser anomenada amb el seu nom (l'ampolla de Vater) i per facilitar la identificació dels corpuscles tàctils denominats de Vater-Pacini.

## Biografia
Vater era fill de Christian Vater, físic de Wittenberg. Va entrar a la Universitat de Wittenberg el 1702, on estudià filosofia i medicina.
Obtingué un doctorat en filosofia el 1706 i quatre anys més tard va defensar la seva tesi per al títol de metge a Leipzig.
Va viatjar en una gira científica per Alemanya, Països Baixos i Anglaterra. A Amsterdam va visitar Frederik Ruysch, i quan va tornar a Wittenberg van habilitar-lo com a docent.
El 1719 Vater fou nomenat professor extraordinari d'anatomia i botànica. Fundà un Museu d'Anatomia, que va contribuir a fer més gran encara la seva fama. El 1737 van assignar-lo a la posició de patologia, però ell mai no va ensenyar aquesta disciplina, sinó que va continuar ensenyant anatomia. El 1746 fou designat professor de teràpia, posició que va ocupar fins a la seva mort.